# 1887 Виртон
1887 Виртон (енгл. 1887 Virton) је астероид главног астероидног појаса са средњом удаљеношћу од Сунца која износи 3,008 астрономских јединица (АЈ).
Апсолутна магнитуда астероида је 11,3.